# 伯利·克林克
伯利·克林克（英語：Byrle Klinck，1934年6月20日—2016年4月15日），加拿大男子冰球运动员，场上位置是前锋。他曾代表加拿大参加1956年冬季奥林匹克运动会冰球比赛，获得一枚铜牌。